# Harvest Moon: Island of Happiness
Harvest Moon: Island of Happiness (en español Harvest Moon: Isla de la felicidad, japonés Bokujou Monogatari: Kimi to Sodatsu Shima) es un videojuego de simulación de una granja desarrollado y publicado por Marvelous Interactive Inc. en Japón, y en Norteamérica por Natsume, perteneciente a la serie de Harvest Moon para la Nintendo DS. 

## Parcela
El personaje principal (Mark o Chelsea) viaja con un barco, el cual se hunde y se despierta en una isla desierta con Tarou, su hija Felicia y sus nietos Natalie y Elliot. Para acabar con la crisis, el personaje principal y la familia crean una granja. Conforme el juego avance, las personas de otra ciudad se mudarán a la isla. Claro es, que si el juego no progresa, los vecinos, es decir, los ciudadanos de la ciudad no se vendrán a la isla donde actualmente vives.

## Características del juego
Todo el movimiento y acciones son realizados en la pantalla táctil, con los cuatro botones de la Ds o bien la Almohadilla (el Bloc) de d siendo usado seleccionar y/o equipar instrumentos y artículos. IGN declaró que el esquema de control incorporó un bit bueno más control de toque más bien que el pasado de Harvest Moon DS entradas, Harvest Moon
DS y la Fábrica de Runa: Una Luna de Cosecha De ficción. Este juego usa el Nintendo Wi-Fi el servicio para un servicio de clasificación de granja, y una sesión de charla de voz (voto) que usa el micrófono incoorporado de las DS.
Candidatos de Matrimonio:
Como en otros juegos en la serie de Harvest Moon, Harvest Moon: La isla de Felicidad ofrece a jugadores una posibilidad para hacer la corte y casarse. Hay seis solteros y solteras de lo cual para escoger, que puede ser considerado más que la cantidad de solteros/solteras en juegos de Harvest Moon más tradicionales. Cuatro de ellos (Mark, Shiba, Chelsea, y la Princesa) no tienen ningún rival.
English names are pending while Lily's (Lanna), Shiba's (Shea), Eric (Elliot) and Vaults (Vaughn) has been revealed.

## Esposas
- Natalie - Natalie es una de la gente que es naufragada a la isla con usted. Ella puede ser bastante áspera, una chica poco femenina y competitiva, y por lo general hace la diversión de su hermano. Rival: Pierre
- Julia - Julia ayuda a su madre en su tienda. Julia tiene una actitud positiva hacia todo y es muy alegre. Le gustan caballos. Rival: Elliot
- Lanna - Ella vive como un en la ciudad, pero tuvo problemas manteniéndolo encima. Ella vino a la isla para reparar un corazón quebrado. Ella es saliente, pero más bien sobresalió. Su afición es de pesca. Rival: Denny
- Sabrina - Sabrina vino a la isla con su padre, que es el presidente de la empresa de minería. Ella es una muchacha tranquila, tímida que ayuda a su padre con su trabajo. Ella muy está interesada en minas. Rival: Vaughn
- Princesa Bruja - Ella estuvo tan cansada de vida en el Valle de Nomeolvides y tuvo que viajar a una isla donde las pocas personas vivieron. Además, ella oyó que la Diosa de Cosecha está aquí. Ella guarda (mantiene) 21 pequeños ositos de felpa y un grande en su casa. Ella tiene un corazón invisible. A diferencia de en la Harvest Moon DS, no hay ningunas exigencias especiales para usted para casarse con ella y no tiene ningún rival.
- Chelsea - Chelsea es uno de los dos personajes jugables de los que usted puede escoger en el principio del juego. Si usted decide ser la Señal en vez de Chelsea, entonces Chelsea se hará uno de los caracteres disponibles para el matrimonio. Ella es vigorosa con su trabajo y puede animar a alguien que está alrededor de ella. Ella no tiene ningún rival. Ella llega cuando usted es el 50 % hecho con la isla y tiene todos los caracteres principales excepto ella.

## Maridos
- Elliot - Una de la gente que es naufragada a la isla con usted. Él es muy cortés, pero algo cobarde. Esto lo molesta que él es más débil que Natalie, a pesar de él ser el más viejo hermano. Rival: Julia

- Vaughn - Trabaja como ganadero y transportista, que trae animales de otras ciudades a la tienda de Mirabelle, su carácter es muy reservado y serio,al serlo no le hace ganar mucha simpatía con el resto de los habitantes, es difícil casarte con el, lo mejor es darle leche caliente. Rival: Sabrina.

- Denny - Él es muy familiar con el mar. Él oyó que hay mucho para ser encontrado en la isla. Su madre contó para encontrar a la nueva gente entonces él vino para comprobarlo. Aunque normalmente alegre, él tenga un carácter verdadero cuando loco. Él levanta pájaros Minah. Rival: Lanna

- Pierre - Un hombre de gastrónomo de 8 generación. Pierre tiene un Tío el Gastrónomo llamado y una familia grande, y su padre y hermanas eran muy estrictos con su educación. Él tiene un gran gusto al alimento bueno. Aunque él sea por lo general muy agradable, él puede ser directo brutal cuando esto viene a la cocina de otro que juzga. Rival: Natalie

- Shea - El hijo Adoptado del doctor de bruja, Wada. Él ayuda a Wada por guardando (protegiendo) sus gallinas, patos y pájaros de los Osos de Demonio. A diferencia de otros solteros, su corazón es invisible. Él no tiene ningún rival.

- Mark - Mark es uno de los dos personajes jugables de los que usted puede escoger en el principio del juego. Si usted decide ser Chelsea en vez de Mark, pasará con los personajes disponibles para el matrimonio. Él tiene una actitud positiva hacia la vida. Él no tiene ningún rival. Cuando usted es el 50 % (no siempre, la verdad casi nunca) con la isla, él vendrá.

### Exigencias de Matrimonio

#### 2a extensión de casa.
La segunda cama (compra de Chen para 10,000G después de la 2a extensión). 

#### La Pluma Azul
Chen te la venderá por 1000G una vez que usted tiene su compañero potencial a un corazón de naranja o 8~9 LP.

#### La iglesia.
Mirar exigencias para encontrar a la diosa, Nathan, y Alisa. Usted debe haber visto que los acontecimientos púrpuras, azules, y amarillos de corazón de la persona. El acontecimiento rojo de corazón ocurre sólo una vez que usted ha encontrado todas otras exigencias y da a la persona la Ciudad de Pluma Azul al menos el 50 % completo Usted debe haber encontrado a todos los candidatos de matrimonio (incluyendo a otro protagonista). Pero si alguno se muda antes de que usted se case, que no presentará un problema.

## Visitantes de Mineral Town
En algunas estaciones específicas Cliff, El doctor Trent, Karen, y Popuri vienen a visitar la isla. Ninguna de las personas de Mineral Town pueden casarse con el personaje principal del juego (porque ellos ya están casados).
- Cliff - Visita la isla en primavera.
- Rock - Visita la Isla cada viernes, está casado con Ana, y cada viernes va al Comensal.
- Doctor Trent - Visita la isla en verano. El doctor Trent está casado a Elli.
- Karen - Visita la isla en invierno con Popuri. Ella está casada con el hermano de Popuri y por lo tanto es su cuñada.
- Popuri - Visita la isla en invierno con Karen. Popuri está casado a Jack

. Ella es la cuñada de Karen.

## Animales de granja
- Vacas
- Ovejas
- Gallinas

## Mascotas
- Perro
- Caballo

- Datos: Q2522442